# Роберт Колман Ричардсон
Роберт Колман Ричардсон (енгл. Robert Coleman Richardson, 26. јун 1937. – 19. фебруар 2013) био је амерички физичар који је 1996. године, заједно са Дејвидом Лијем и Дагласом Ошерофом, добио Нобелову награду за физику „за откриће суперфлуидности у хелијуму-3”.